# Мозес, Стив
Стив Кристофер Мо́зес (англ. Steve Christopher Moses; род. 9 августа 1989, Леминстер, Массачусетс) — американский хоккеист, крайний нападающий.

## Карьера
С 2004 по 2008 год играл в составе юношеской команды «Бостон Брюинс» (англ. Boston Junior Bruins) в Восточной юношеской хоккейной лиге (англ. Eastern Junior Hockey League, EJHL) и Имперской юношеской хоккейной лиге (англ. Empire Junior Hockey League, EmJHL). В сезоне 2004/2005 он возглавлял список «штрафников» EJHL с 170 минутами.
Хоть в 2006 году «Льюистон Мэниакс» из Главной юношеской хоккейной лиги Квебека (англ. Quebec Major Junior Hockey League, QMJHL) и выбрал Мозеса на драфте в 12-м раунде (под общим 209-м номером), он не попал в Канадскую хоккейную лигу. Вместо этого Мозес отправился в команду Университета Нью-Гэмпшира «Нью-Гэмпшир Уайлдкэтс», где он играл с 2008 по 2012 год.
В 2010 году «Нью-Гэмпшир Уайлдкэтс» стал чемпионом регулярного сезона в Восточной хоккейной ассоциации. Мозес стал третьим бомбардиром «Уайлдкэтс» в регулярном сезоне НАСС 2010/2011, всего забив 14 голов. После этого он попал в сборную академий Восточной хоккейной ассоциации.
В сезоне 2011/12, его последнем в составе «Уайлдкэтс», Мозес стал лучшим снайпером с 22 голами. Он также стал третьим бомбардиром Восточной хоккейной ассоциации, поделив место с Барри Алмейдой из «Бостон Юниверсити Терьерс». Будучи ассистентом капитана «Уайлдкэтс», Мозес стал лучшим бомбардиром команды с 35 очками (22+13) вместе с Ником Соркином (9+26). По окончании сезона Мозес был награждён призом Роджера Леклера (MVP команды). В марте 2012 года он был на просмотре у команды АХЛ «Коннектикут Уэйл», сыграв восемь игр в регулярном сезоне и одну в плей-офф, забив два гола.
14 марта 2012 года финский клуб «Йокерит» объявил об однолетнем соглашении с Мозесом Сезон 2012/13 был для него успешен: 19 декабря 2012 года он смог забить хет-трик в матче против «Эспоо Блюз». «Йокерит» выиграл матч со счётом 4:0.
В декабре 2012 года Мозес продлил контракт с «Йокеритом» на два года.
18 февраля 2015 стал рекордсменом КХЛ по количеству шайб, забитых за один сезон — 36. Предыдущее достижение в 35 шайб за чемпионат принадлежало Сергею Мозякину в сезоне 2012-2013, словаку Марцелу Госсе в сезоне 2009-2010 и чехам Яну Мареку и Павелу Брендлу в сезоне 2008-2009.
9 апреля 2015 года Стив Мозес подписал однолетний контракт с «Нэшвилл Предаторз». Сумма сделки составила $ 1 млн. 30 сентября «Нэшвилл» отправил игрока в свой фарм-клуб «Милуоки Эдмиралс».
6 декабря 2015 года Мозес подписал контракт с хоккейным клубом СКА, выступающим в КХЛ, сроком на один сезон, по его окончании продлил контракт ещё на два года, однако вследствие травм принял незначительное участие в играх регулярного сезона 16/17 годов, в победном плей-офф участия и вовсе не принимал (тем не менее, официальный сайт СКА отмечал: «По итогам минувшего чемпионата Мозес стал обладателем Кубка Гагарина и чемпионом России в составе петербуржцев»). 18 июля 2017 Мозес покинул СКА по обоюдному согласию сторон и вскоре подписал однолетний контракт с «Рочестер Американс» из АХЛ. 25 декабря того же года вернулся в «Йокерит», подписав соглашение до 2020 года.
27 марта 2020 года перешёл в швейцарский «Рапперсвиль».
В 2023 году подписал контракт с клубом Комета Брно выступающим в чешской экстралиге

## Достижения
сборная США
- Бронзовый призёр чемпионата мира: 2015

личные
- Лучший снайпер регулярного первенства КХЛ: 2014/15 (36 голов)
- Включён в символическую сборную КХЛ («Золотой шлем»): 2014/15
- Участник матча звёзд КХЛ: 2015

## Статистика
| Легенда | Легенда                    | Легенда | Легенда                   | Легенда | Легенда    |
| ------- | -------------------------- | ------- | ------------------------- | ------- | ---------- |
| И       | Количество проведённых игр | Штр     | Штрафное время            | +/−     | Плюс-минус |
| Г       | Голы                       | П       | Голевые передачи          | О       | Очки       |
| -       | Статистика неизвестна      | —       | Статистика не учитывалась |         |            |